# Grube Gustav Bischof
Die Grube Gustav Bischof ist eine ehemalige Buntmetallerzgrube im Bensberger Erzrevier in Rösrath. Sie lag westlich von Breide bei Bleifeld.

## Geschichte
Die Grube Gustav Bischof wurde am 18. August 1853 auf Blei, Zink, Kupfer und Spateisenstein verliehen. Dabei muss es sich um ein Längenfeld gehandelt haben, denn es gab eine weitere Verleihung am 4. September 1855 als Geviertfeld auf Zink, Blei und Kupfer. Wer Betreiber des Bergwerks war, bleibt unklar. Die Förderung für die Zeit von 1853 bis 1881 betrug 360 t Blende, 20 t Bleierze und 2 t Kupfererze. In den Jahren 1902 bis 1904 haben Versuchsarbeiten stattgefunden, über die Näheres nicht bekannt ist. Die Berechtsamsakte enthält lediglich einen Jahresbericht für das Jahr 1905 mit folgendem Inhalt:

„Der Abbau des Blendemittels über der Gesenksohle ergab, daß das Vorkommen ein unregelmäßiges ist. Nachdem das gewonnene Haufwerk auf Handsetzmaschinen aufbereitet worden war, wurde der Betrieb eingestellt. Die Arbeiten wurden von fünf Arbeitern ausgeführt. Die Förderung betrug 78 t Zinkerz.“